# Tedunan (Wedung)
Tedunan is een bestuurslaag in het regentschap Demak van de provincie Midden-Java, Indonesië. Tedunan telt 2707 inwoners (volkstelling 2010).